# Xu Wei
Pour les articles homonymes, voir XU.
Dans ce nom, le nom de famille, Xu, précède le nom personnel.
Xu Wei (chinois 徐渭, pinyin Xú Wèi) (1521 - 1593) est un dramaturge et un peintre chinois de la dynastie Ming. Il est connu pour ses coups de pinceau rapides et expressifs. Révolutionnaire à son époque, il a influencé de manière posthume de nombreux peintres comme Zhu Da, les Huit Excentriques de Yangzhou ou le peintre contemporain Qi Baishi.
Nom social : Wenchang. Surnom : Tianchi.

## Biographie
Né dans le district de Shanying (aujourd'hui Shaoxing, dans la province du Zhejiang), Xu Wei fut un enfant prodige élevé par sa mère qui mourut quand il avait 14 ans. À 21 ans il épousa une demoiselle Pan (潘), qui décéda cinq ans plus tard.

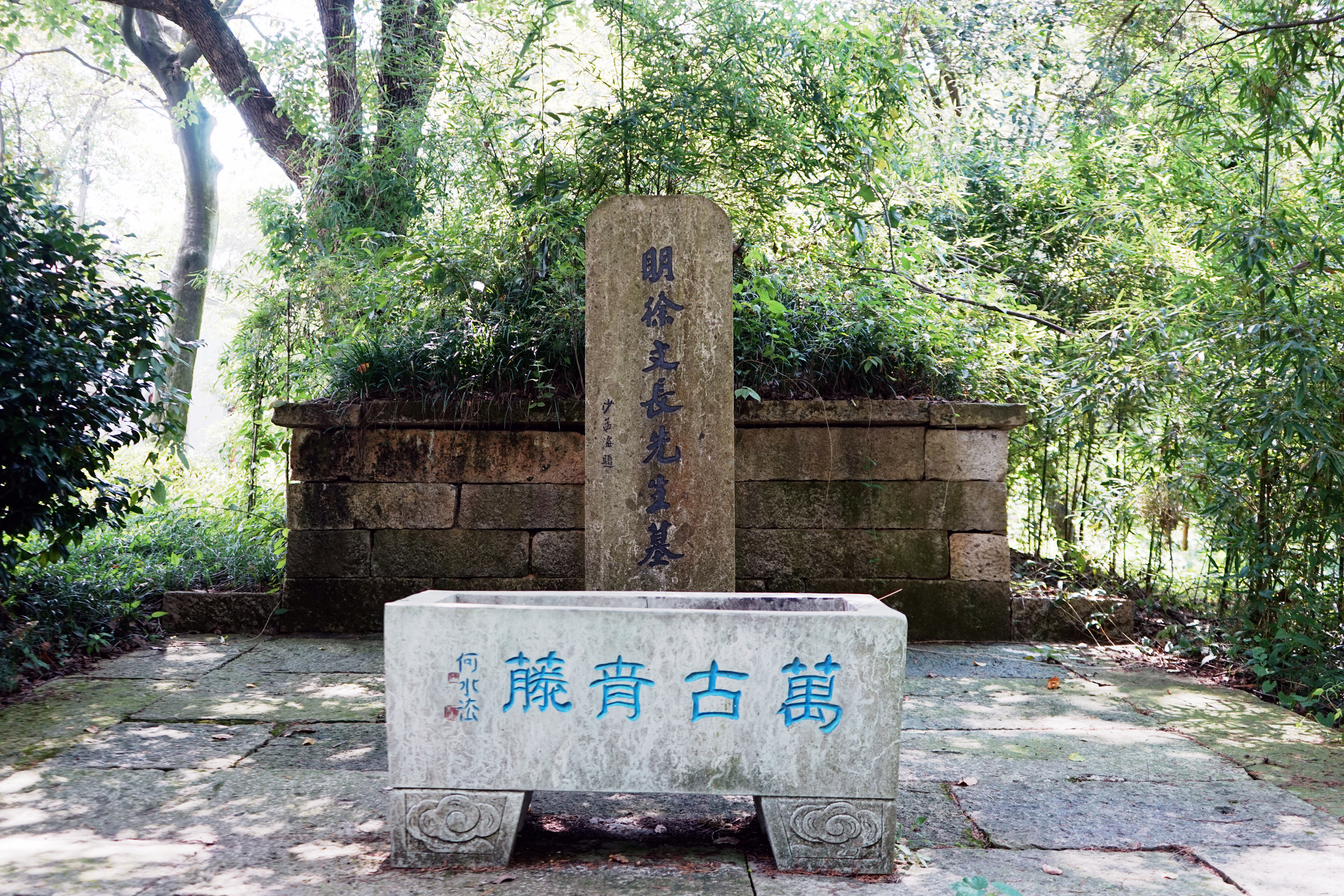
Tombe de Xu Wei

Il tenta de passer l'examen provincial huit fois sans succès. Il devient le conseiller du gouverneur du Zhejiang, Hu Zongxian (1512-1565), chargé de lutter contre les pirates japonais. Mais la disgrâce de Hu en 1563 entraîna Xu Wei dans la folie. Il fit plusieurs tentatives de suicide, s'automutila et tua sa seconde épouse, ce qui lui valut un emprisonnement de sept ans. Il est libéré de prison grâce à un ami,.
L'écrivain Yuan Hongdao (1568-1610) a fait l'éloge de Xu Wei dans une biographie.

## Œuvre littéraire et théâtrale
Dramaturge, il est l'auteur d'un essai comparatif des formes zaju et chuanqi, Introduction au théâtre du Sud (Nanxi xulu), premier traité sur le nanxi, le théâtre du Sud. Il est aussi l'auteur de cinq pièces de forme zaju : Chanson en guise de plainte (Ge dai xiao), une satire des moines, et un ensemble de quatre pièces appelé Le Gibbon aux quatre cris (Si sheng yuan). Ces quatre pièces sont : Le Tambour enragé, Le Maître du Dhyana de jade (pièce en deux actes), Mulan la pucelle et La Lauréate. Elles ont des sujets excentriques et rompant avec les normes confucéennes. Le Tambour enragé (Kuang gu shi) raconte en un acte la colère d'un poète aux prises avec Cao Cao. Le poète exprime sa colère en jouant du tambour entièrement nu. Mulan la pucelle (Ci Mulan) et La Lauréate (Nü zhangyuan) exploitent toutes deux le thème du travestissement. Dans La Lauréate, une femme, déguisée en homme, termine premier aux examens et épouse le ministre qui, dans un premier temps, voulait la (le) marier à sa fille. Mulan la pucelle a pour sujet l'histoire de Hua Mulan, femme déguisée en homme pour remplacer son père à la guerre,.
Xu Wei écrivit également des odes à la gloire des épées japonaises (日本刀歌 Nihonto no Uta, Riben Dao Ge) et des épées de Ryūkyū (Okinawa), qui étaient déjà fort prisées en Chine depuis l'époque d'Ashikaga Yoshimitsu, et faisaient l'objet d'échanges commerciaux et de tributs[réf. souhaitée].
En prose et en poésie, Xu Wei est avant tout partisan de la simplicité, se réclamant de l'exemple des grands écrivains des Song.

## Peintures

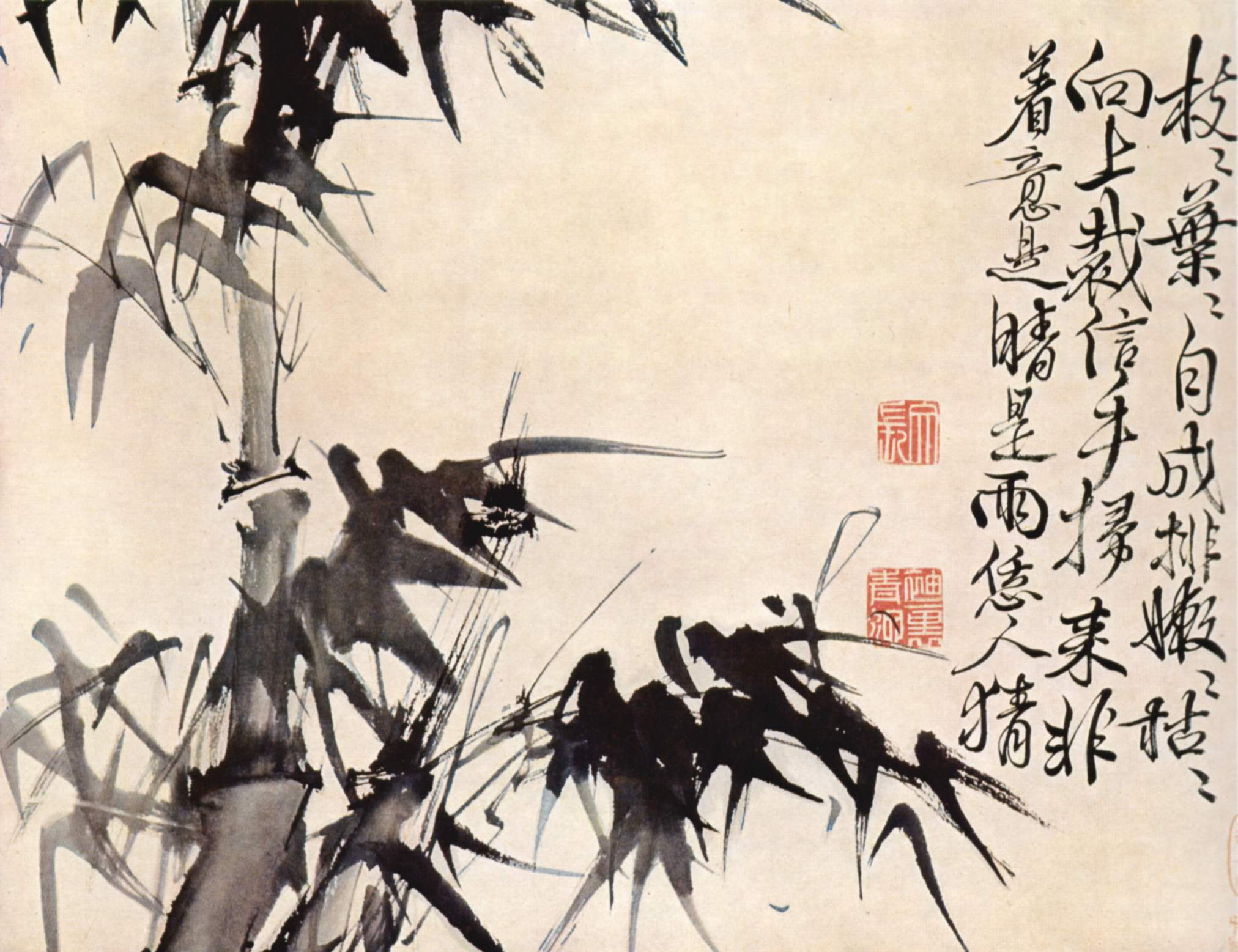
Bambous, 1540-1590. H 32,(cm. Freer Gallery of Art
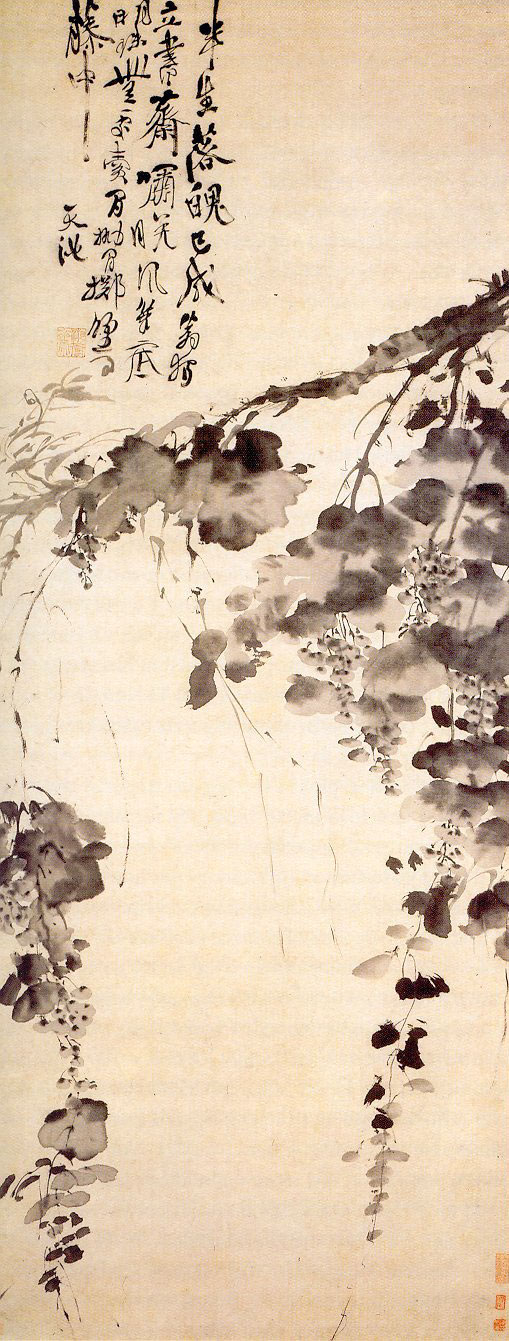
Raisins. Rouleau vertical, 166,3 × 64,5 cm. Pékin, musée du Vieux Palais

## Source ancienne
- Yuan Hongdao, Biographie de Xu Wenchang  — traduction dans Jacques Pimpaneau, Anthologie de la littérature chinoise classique, Arles, Éditions Philippe Picquier, 2004, p. 731-735